# NGC 6373
NGC 6373 (również PGC 60220 lub UGC 10850) – galaktyka spiralna z poprzeczką (SBc), znajdująca się w gwiazdozbiorze Smoka. Odkrył ją Lewis A. Swift 13 czerwca 1885 roku.
W galaktyce tej zaobserwowano supernowe SN 2001ad i SN 2012an.